# Turowszczyzna (Białoruś)
Turowszczyzna (biał. Туроўшчына; ros. Туровщина) – wieś na Białorusi, w obwodzie witebskim, w rejonie dokszyckim, w sielsowiecie Berezyna. W 2009 roku była opuszczona.
Inna używana nazwa miejscowości – Turowszczyzna Wileka.

## Historia
W czasach zaborów w gminie Tumiłowicze, w powiecie borysowskim, w guberni mińskiej Imperium Rosyjskiego.
W dwudziestoleciu międzywojennym wieś początkowo leżała w Polsce, w województwie wileńskim, w powiecie duniłowickim, w gminie Tumiłowicze, a następnie w Białoruskiej SRR.
Według Powszechnego Spisu Ludności z 1921 roku zamieszkiwało tu 69 osób, wszystkie były wyznania prawosławnego i zadeklarowały białoruską przynależność narodową. Było tu 13 budynków mieszkalnych.